# Torneo de Hamburgo 2021
El Torneo de Hamburgo 2021, también conocido como el Hamburg European Open 2021, fue un torneo de tenis perteneciente al ATP Tour 2021 en la categoría ATP Tour 500, y a la WTA Tour 2021 en la categoría WTA 250. El torneo se jugó sobre tierra batida en el Am Rothenbaum en la ciudad de Hamburgo (Alemania) desde el 12 hasta el 18 de julio de 2021 para los hombres y desde el 6 hasta el 11 de julio de 2021 para las mujeres.

## Distribución de puntos
| Modalidad            | Campeón | Finalista | Semifinales | Cuartos de final | 2.ª ronda | 1.ª ronda | Clasificados | 2.ª ronda de clasificación | 1.ª ronda de clasificación |
| Individual masculino | 500     | 330       | 200         | 100              | 50        | 0         | 25           | 13                         | 0                          |
| Dobles masculino     | 500     | 300       | 180         | 90               | –         | –         | 45           | 25                         | 0                          |

| Modalidad           | Campeona | Finalista | Semifinales | Cuartos de final | 2.ª ronda | 1.ª ronda | Clasificadas | 3.ª ronda de clasificación | 2.ª ronda de clasificación | 1.ª ronda de clasificación |
| Individual femenino | 280      | 180       | 110         | 60               | 30        | 1         | 18           | 14                         | 10                         | 1                          |
| Dobles femenino     | 280      | 180       | 110         | 60               | -         | 1         | -            | -                          | -                          | -                          |

## Cabezas de serie

### Individuales masculino
| Tenista              | Ranking | Preclasificado |
| Stefanos Tsitsipas   | 4       | 1              |
| Pablo Carreño        | 13      | 2              |
| Nikoloz Basilashvili | 28      | 3              |
| Albert Ramos         | 39      | 4              |
| Dušan Lajović        | 42      | 5              |
| Filip Krajinović     | 44      | 6              |
| Jan-Lennard Struff   | 45      | 7              |
| Benoît Paire         | 46      | 8              |

- Ranking del 28 de junio de 2021.[1]

### Dobles masculino
| Tenista                     | Ranking | Preclasificado |
| Kevin Krawietz Horia Tecău  | 41      | 1              |
| Tim Puetz Michael Venus     | 55      | 2              |
| Matwé Middelkoop Hugo Nys   | 83      | 3              |
| Tomislav Brkić Nikola Čačić | 102     | 4              |

### Individuales femenino
| Tenista           | Ranking | Preclasificado |
| Dayana Yastremska | 38      | 1              |
| Yulia Putintseva  | 43      | 2              |
| Tamara Zidanšek   | 47      | 3              |
| Danielle Collins  | 11      | 4              |
| Fiona Ferro       | 51      | 5              |
| Jil Teichmann     | 55      | 6              |
| Bernarda Pera     | 74      | 7              |
| Caroline Garcia   | 76      | 8              |

- Ranking del 28 de junio de 2021.

### Dobles femenino
| Tenista                          | Ranking | Preclasificado |
| Lidziya Marozava Renata Voráčová | 189     | 1              |
| Elixane Lechemia Ingrid Neel     | 203     | 2              |
| Vivian Heisen Alicja Rosolska    | 207     | 3              |
| Miyu Kato Katarzyna Piter        | 211     | 4              |

## Campeones

### Individual masculino
Pablo Carreño venció  a  Filip Krajinović por 6-2, 6-4

### Individual femenino
Elena-Gabriela Ruse venció a  Andrea Petković por 7-6(8-6), 6-4

### Dobles masculino
Tim Puetz /  Michael Venus vencieron a  Kevin Krawietz /  Horia Tecău por 6-3, 6-7(3-7), [10-8]

### Dobles femenino
Jasmine Paolini /  Jil Teichmann vencieron a  Astra Sharma  /  Rosalie van der Hoek por 6-0, 6-4